# Fletxa Brabançona 2022
La Fletxa Brabançona 2022 va ser la 62a edició de la Fletxa Brabançona. Es disputà el 13 d'abril de 2022 sobre un recorregut de 205,1 km amb sortida a Lovaina i arribada a Overijse. La cursa formava part de l'UCI ProSeries amb una categoria 1.Pro.
El vencedor final fou l'estatunidenc Magnus Sheffield (Ineos Grenadiers), que s'imposà en solitari. Benoît Cosnefroy (AG2R Citroën Team) i Warren Barguil (Arkéa-Samsic) completaren el podi.

## Equips
L'organització convidà a 21 equips a prendre part en aquesta edició de la Fletxa Brabançona.
| WorldTeams (13)- AG2R Citroën Team - Bahrain Victorious - Bora-Hansgrohe - Cofidis - EF Education-EasyPost - Ineos Grenadiers - Intermarché-Wanty-Gobert Matériaux - Israel-Premier Tech - Lotto-Soudal - Quick-Step Alpha Vinyl - BikeExchange-Jayco - Trek-Segafredo - UAE Team Emirates ProTeams (8)- Alpecin-Fenix - Arkéa-Samsic - B&B Hotels-KTM - Bardiani-CSF-Faizanè - Bingoal Pauwels Sauces WB - Burgos-BH - Sport Vlaanderen-Baloise - Uno-X Pro Cycling Team |
| |

## Classificació final
| \| Classificació general \| Classificació general \| Classificació general \| Classificació general \| Classificació general \| \| Corredor \| Corredor \| Equip \| Temps \| \| \| --------------------- \| --------------------- \| ---------------------- \| --------------------- \| --------------------- \| \| 1r \| Magnus Sheffield \| Ineos Grenadiers \| 4h 53' 21" \| \| \| 2n \| Benoît Cosnefroy \| AG2R Citroën Team \| + 37" \| \| \| 3r \| Warren Barguil \| Arkéa-Samsic \| + 37" \| \| \| 4t \| Ben Turner \| Ineos Grenadiers \| + 40" \| \| \| 5è \| Thomas Pidcock \| Ineos Grenadiers \| + 41" \| \| \| 6è \| Remco Evenepoel \| Quick-Step Alpha Vinyl \| + 41" \| \| \| 7è \| Michael Matthews \| BikeExchange-Jayco \| + 41" \| \| \| 8è \| Dylan Teuns \| Bahrain Victorious \| + 41" \| \| \| 9è \| Tim Wellens \| Lotto-Soudal \| + 41" \| \| \| 10è \| Xandro Meurisse \| Alpecin-Fenix \| + 51" \| \| |                  |                        |            |
| |                  |                        |            |
| Font: ProCyclingStats |                  |                        |            |
| Classificació general |                  |                        |            |
| Corredor | Corredor         | Equip                  | Temps      |
| 1r | Magnus Sheffield | Ineos Grenadiers       | 4h 53' 21" |
| 2n | Benoît Cosnefroy | AG2R Citroën Team      | + 37"      |
| 3r | Warren Barguil   | Arkéa-Samsic           | + 37"      |
| 4t | Ben Turner       | Ineos Grenadiers       | + 40"      |
| 5è | Thomas Pidcock   | Ineos Grenadiers       | + 41"      |
| 6è | Remco Evenepoel  | Quick-Step Alpha Vinyl | + 41"      |
| 7è | Michael Matthews | BikeExchange-Jayco     | + 41"      |
| 8è | Dylan Teuns      | Bahrain Victorious     | + 41"      |
| 9è | Tim Wellens      | Lotto-Soudal           | + 41"      |
| 10è | Xandro Meurisse  | Alpecin-Fenix          | + 51"      |